# Девлет Катерина Георгіївна
Катерина Георгіївна Девлет (16 серпня 1965, Москва, СРСР — 23 серпня 2018, Москва
, Росія) — російська вчена-археолог, співробітниця Інституту археології РАН, професор Російського державного гуманітарного університету, лауреатка премії імені І. Є. Забєліна (2012). Доктор історичних наук, професор. Дочка археологині М. А. Девлет.

## Біографія
Народилася 16 серпня 1965 року в Москві.
1990 року закінчила історичний факультет МДУ.
1995 року захистила кандидатську дисертацію, тема: «Мистецтво Нижньої Центральної Америки в доколумбову епоху (художні вироби з каменю)».
2003 року захистила докторську дисертацію, тема: «Пам'ятки наскельного мистецтва: вивчення, збереження, використання» .
Працювала в Інституті археології РАН від 1995 року.
З 2000 року була співробітником Месоамериканського Центру.
Померла 23 серпня 2018 року в Москві.

## Наукова діяльність
Основні наукові інтереси: мистецтво стародавньої Месоамерики, ранні форми мистецтва, петрогліфіка, наскельні зображення, рання іконографія.
Від 1986 року брала участь в археологічних експедиціях (Мексика, Абхазія, Киргизія, Сибір, Далекий Схід, Середня та Центральна Азія).
Керівниця проєктів Російського гуманітарного наукового фонду і Російського фонду фундаментальних досліджень, програми Президії РАН «Етнокультурна взаємодія в Євразії» і програми Відділення історико-філологічних наук РАН «Громадський потенціал історії».
Участь у наукових і громадських спільнотах:
- президент Сибірської асоціації дослідників первісного мистецтва (САДПІ);
- Член редколегії журналу «Російська археологія[ru]» та редакційної ради журналу «Археологія, етнографія і антропологія Євразії[ru]»;
- Член Міжнародного комітету з наскельного мистецтва в ІКОМОС (ЮНЕСКО) (CAR ICOMOS UNESCO);
- Член Європейської асоціації археологів (ЕАА);
- Член Австралійської асоціації дослідників наскельного мистецтва (AURA).

У Російському державному гуманітарному університеті читала курси з дисциплін: археологія, вступ до країнознавства, історія доколумбової Америки.
Автор 97 наукових робіт, зокрема чотирьох монографій:
- Дэвлет Е. Г., Дэвлет М. А. Сокровища наскального искусства Северной и центральной Азии. М.: ИА РАН, 2011.
- Дэвлет Е. Г. Альтамира: у истоков искусства. M., 2005.
- Дэвлет Е. Г. Художественные изделия из камня индейцев Центральной Америки. М., 2000.
- Дэвлет Е. Г. Памятники наскального искусства: изучение, сохранение, использование. М., 2002.
- Дэвлет Е. Г. Духовная культура древних народов Северной и Центральной Азии. Мир петроглифов. Нью-Йорк, 2000.
- Дэвлет Е. Г. Брёйль, Анри // Большая российская энциклопедия : [в 36 т.] / председ. ред. кол. Ю. С. Осипов, отв. ред. С. Л. Кравец. — М. : Науч. изд-во «БРЭ», 2006. — Т. 4. Большой Кавказ — Великий канал. — С. 189. — ISBN 5-85270-333-8. (рос.)

## Нагороди
- Премія імені В. Е. Забєліна (спільно з М. А. Дэвлет, за 2012 рік) — за монографію «Міфи в камені: Світ наскельного мистецтва Росії»